# 타미카 캐칭스
타미카 데본 캐칭스(영어: Tamika Devonne Catchings, 1979년 7월 21일~)는 미국의 농구 선수로 포지션은 스몰 포워드이다. 

## 경력

### 아마추어 시절
고교시절 미국 여자 농구 사상 최초로 퀸터플 더블을 기록하였다. 테네시 대학교에 입학해서 1학년인 1997-98년 시즌 NCAA 여자부 챔피언에 오른다.

### WNBA 시절
2001년 드래프트에서 전체 3번으로 인디애나의 지명을 받았고, 2002년에 데뷔해서 그 해 신인왕에 올랐다.
전미 여자 농구 협회(WNBA)의 인디애나 피버 소속으로 15년 간 뛰었으며 WNBA 1회 우승(2012) 달성, WNBA MVP(2011), WNBA 파이널 MVP(2012), WNBA 올해의 수비상(2005, 2006, 2009, 2010, 2012) 5회, WNBA 신인상(2002), WNBA 올스타에 10회 선정되었다. 미국 여자 대표팀의 선수로도 활약하여 올림픽 우승 4회, 월드컵 우승 2회(2002, 2010) 달성했다.
2012년부터 2016년까지 WNBA 선수 협회 회장을 역임했으며 2020년 여자 농구 명예의 전당에 헌액되었다.

### WKBL 시절
2003년 춘천 우리은행 한새에 입단해 그해 겨울리그에서 평균 23.4득점 10.6 리바운드 3.4스틸을 기록하면서 득점왕도 하였고 팀을 사상 최초의 WKBL 우승으로 이끌었다. 여름리그에서도 플레이오프만 뛰고 팀을 우승시켰다. 2006년 겨울리그에 다시 돌아와 평균 26.9점에 14.7 리바운드 3.1 스틸을 기록하면서 우리은행에게 통산 4번째 우승을 선사했고 챔피언 결정전 MVP를 세번째로 수상하였다. 2007년 겨울리그에도 활약하였다.